# トキワイカリソウ
トキワイカリソウ（常盤碇草、学名：Epimedium sempervirens）は、メギ科イカリソウ属の多年草。

## 特徴
地下茎は木質で塊状、ときに長く伸び、ひげ根を出す。茎の高さは20-60cmになる。茎につく葉は2回3出複葉で、花のときはまだ伸びきっておらず、小葉はやや硬く、長さ6-12cm、幅3-6cm、ややゆがんだ卵状から狭卵形、ときに長楕円形で、先端は尾状に伸びて鋭突頭、基部は深い心形でときにややほこ状になり、縁は刺状の毛がある。越冬する根出葉は厚い膜質で光沢がある。
花期は4-5月。花は2回3出複葉の葉と対生して、総状または円錐状の花序を出し、やや下垂して径3-4cmの白色または紅紫色の花を数個つける。萼片は内外2列で8個あるが、外側の4個の外萼片は膜質、小型で早く落ち、4個の内萼片は花弁状になる。花弁は4個あり、長さ20mm内外、基部には碇状の距がある。雄蕊は4個、雌蕊は1個ある。果実は袋果となる。
北陸地方では白花が多く、福井県の若狭湾以西では紅紫色のもの目立つようになる。

## 分布と生育環境
日本固有種。本州の北陸地方から山陰地方にかけた日本海側の温帯から暖帯に分布し、多雪地の山野の林下に生育する。

## 名前の由来
和名トキワイカリソウは、「常盤碇草」の意で、根出葉が冬に枯れないで翌年まで残る「常緑」であることによる。
種小名（種形容語）sempervirens は、「常緑の」の意味。

## ギャラリー

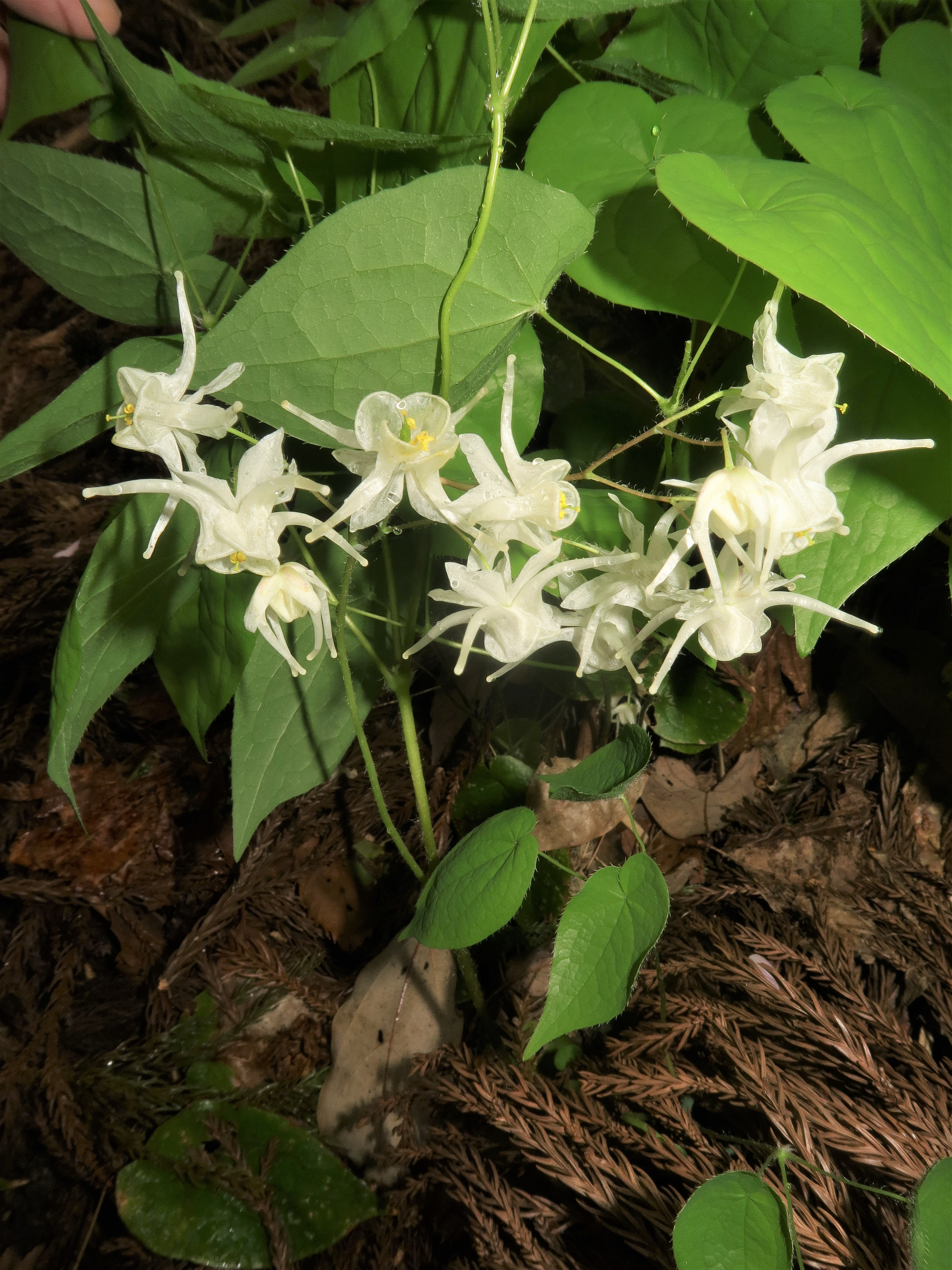
黄色い雄蕊を囲む花弁は4個あり、長く伸びるのが碇状の距。その上部の幅が広い花弁状のものは内萼片。
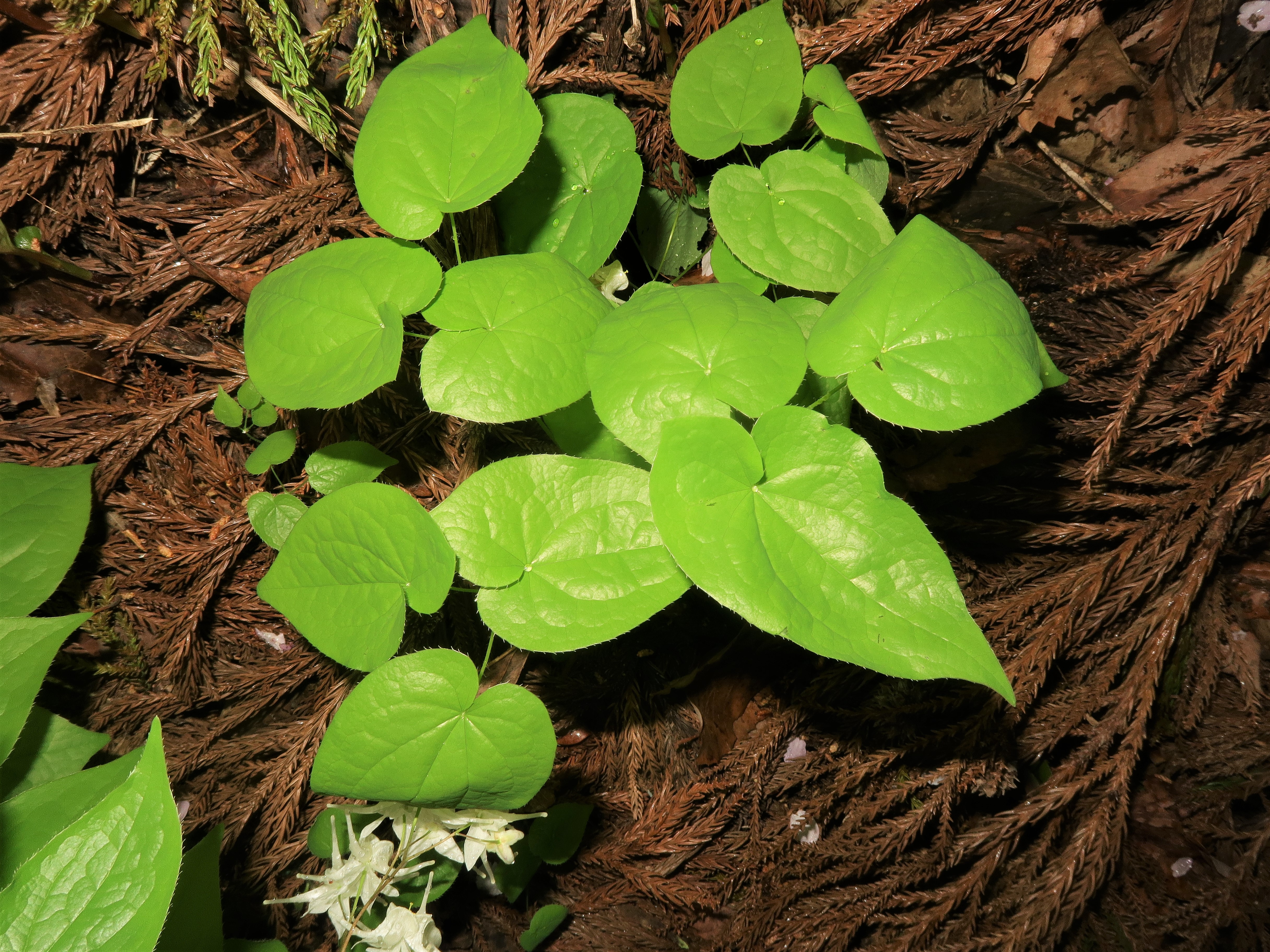
茎葉は2回3出複葉。縁は刺状の毛がある。
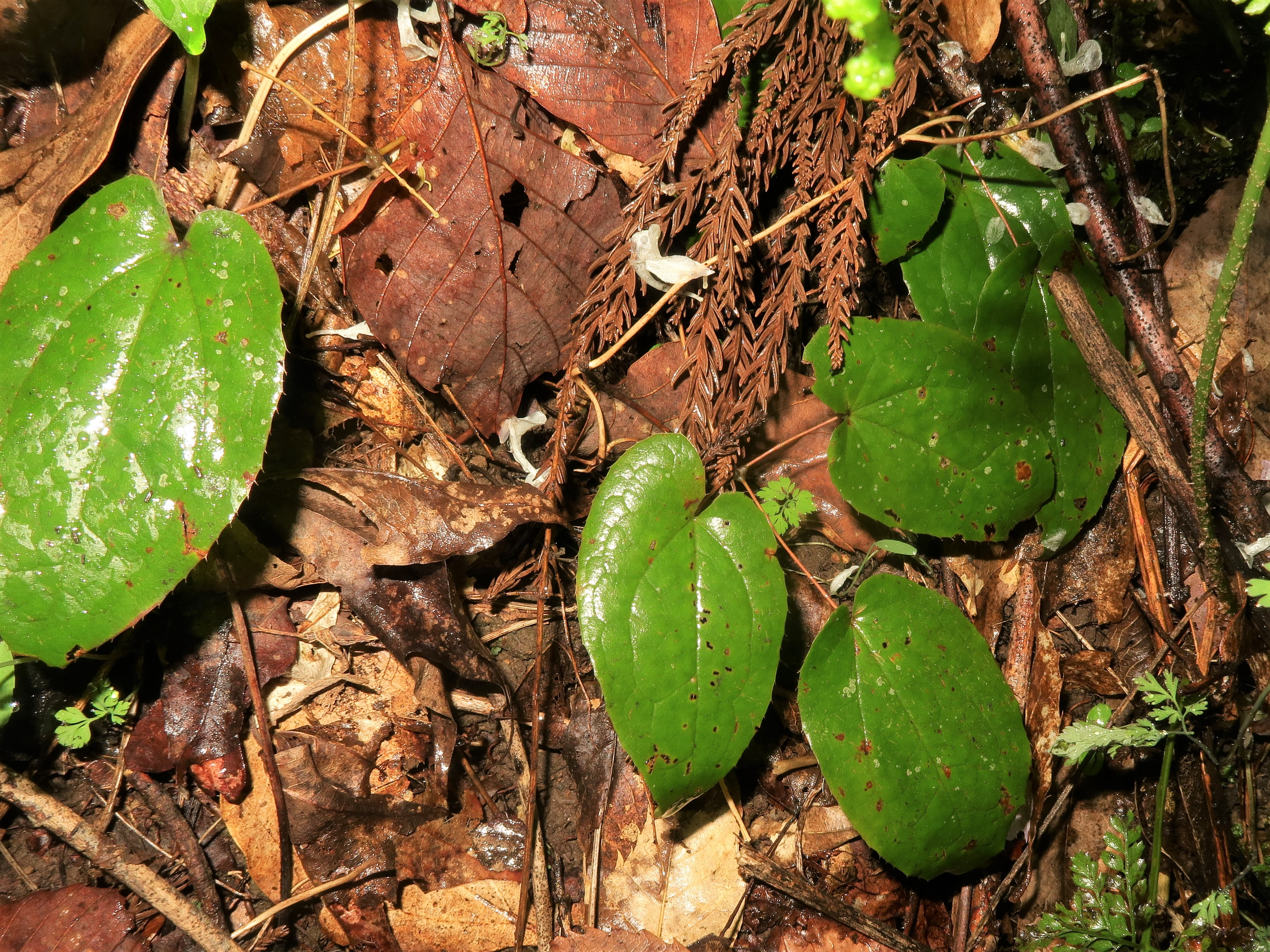
越冬した根出葉は厚い膜質で光沢がある。
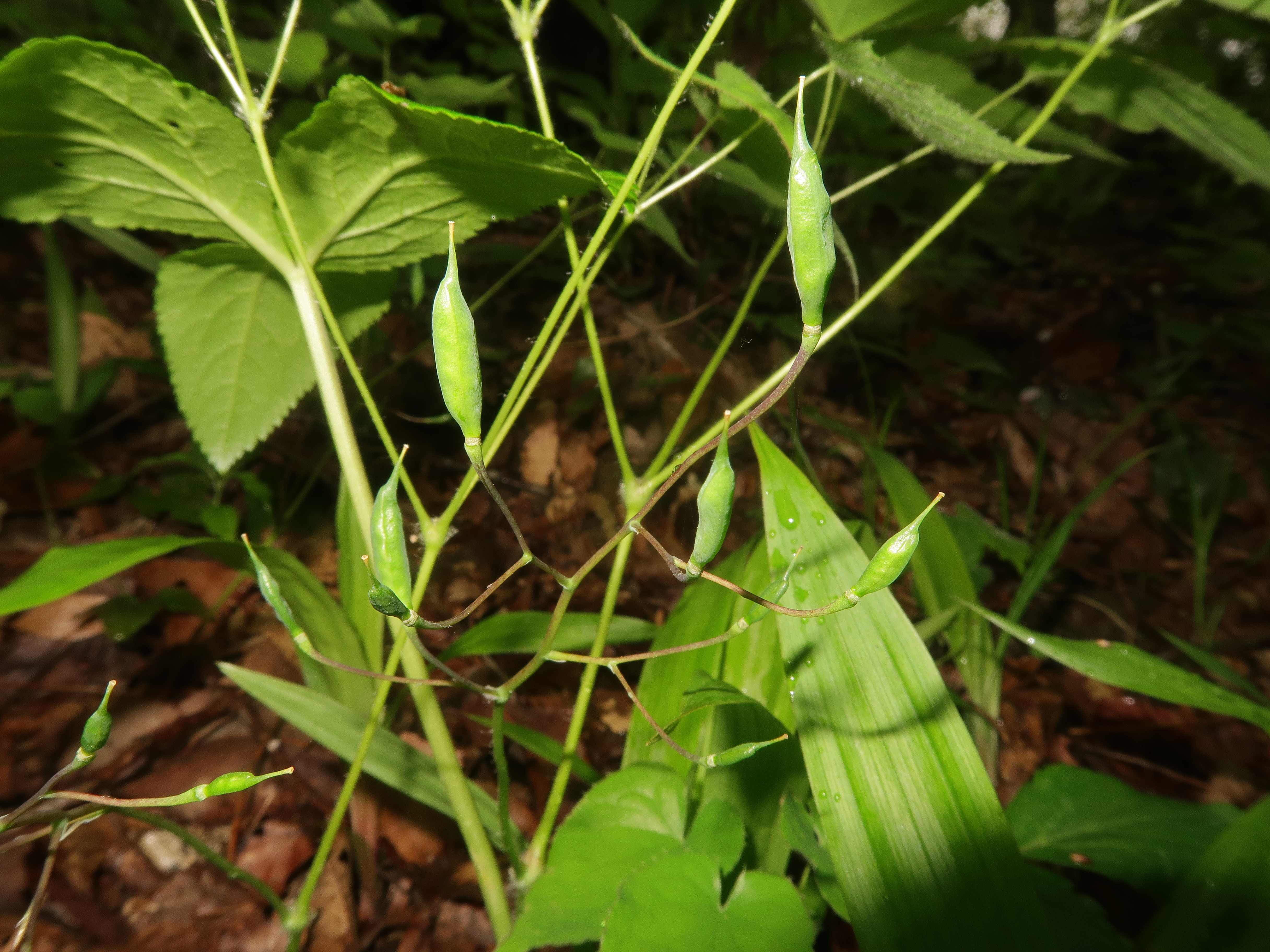
若い果実。
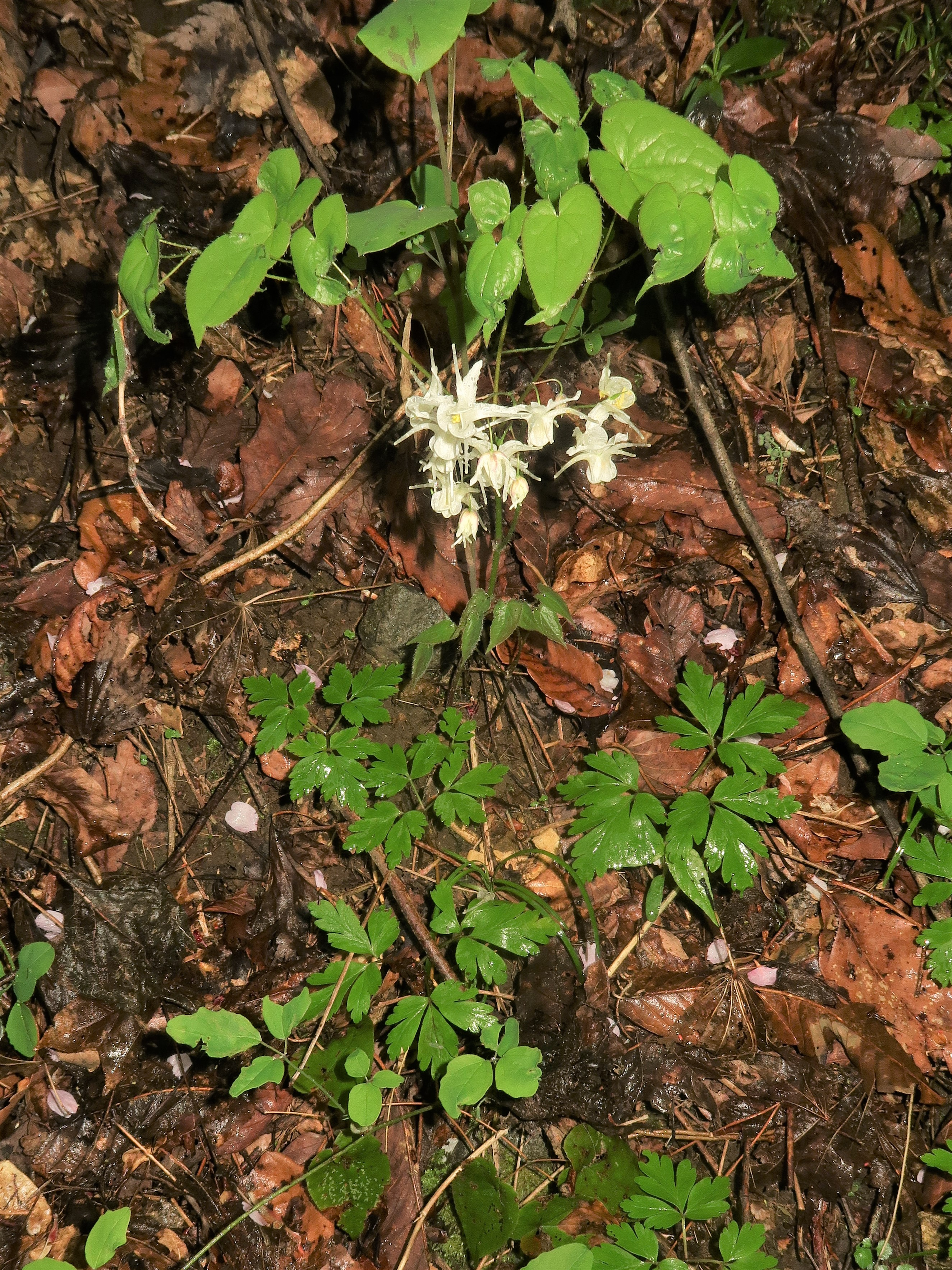
花の上部が茎葉。花の下部に今年の根出葉が見え、写真下端に越冬した根出葉が見える。

## 下位分類
本州西部の日本海側に分布し、トキワイカリソウに比べ花が大きく径5cmになり、花の色が紅紫色であるものを、変種ウラジロイカリソウ（別名、オオイカリソウ）として分類することがある。学名は、Epimedium sempervirens Nakai ex F.Maek. var. hypoglaucum (Makino) Ohwi (1953)（シノニム、Epimedium sempervirens Nakai ex F.Maek. var. rugosum (Nakai) K.Suzuki (1990)）。

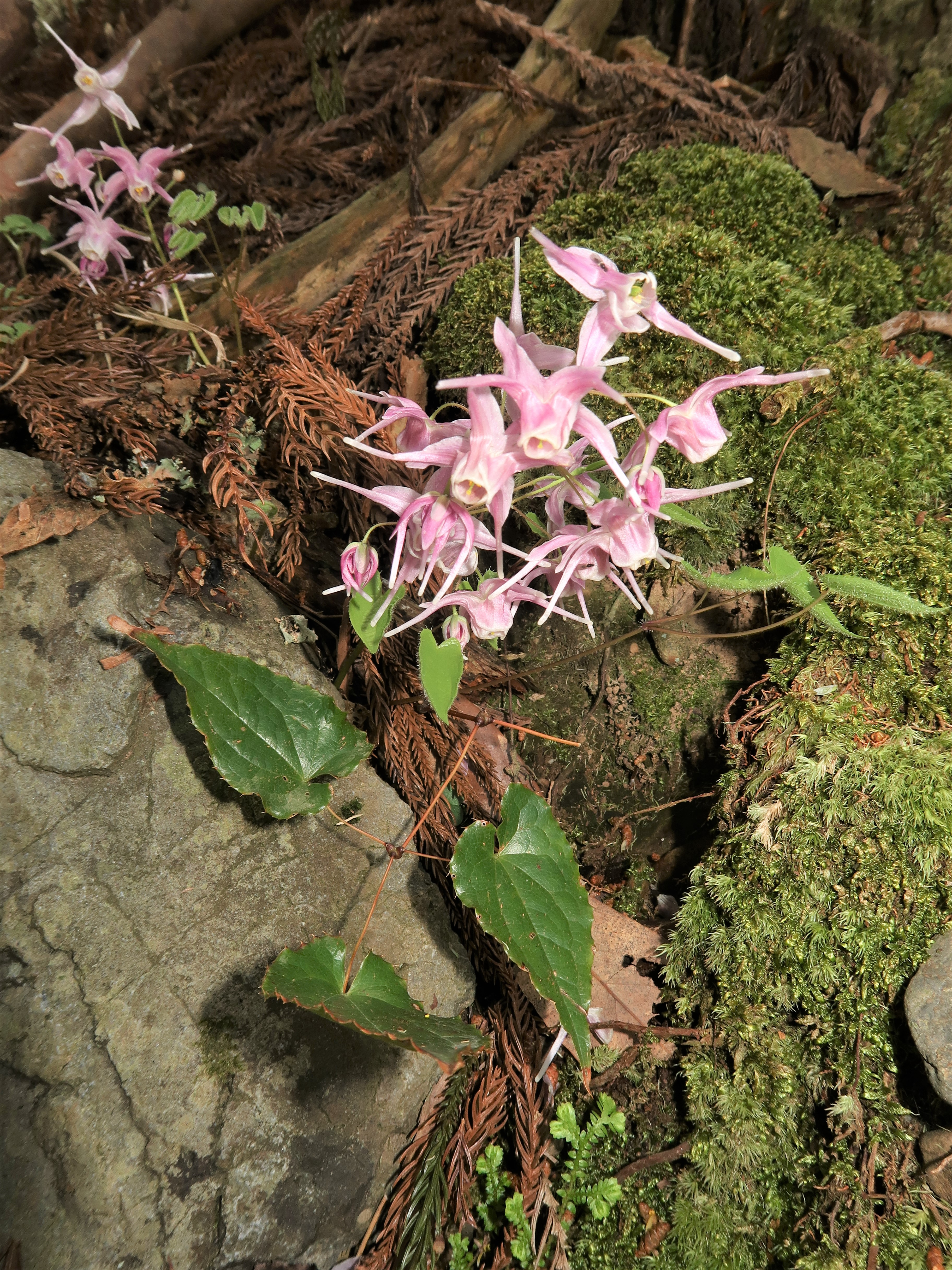
ウラジロイカリソウ（狭義）。滋賀県高島市 2019年4月下旬
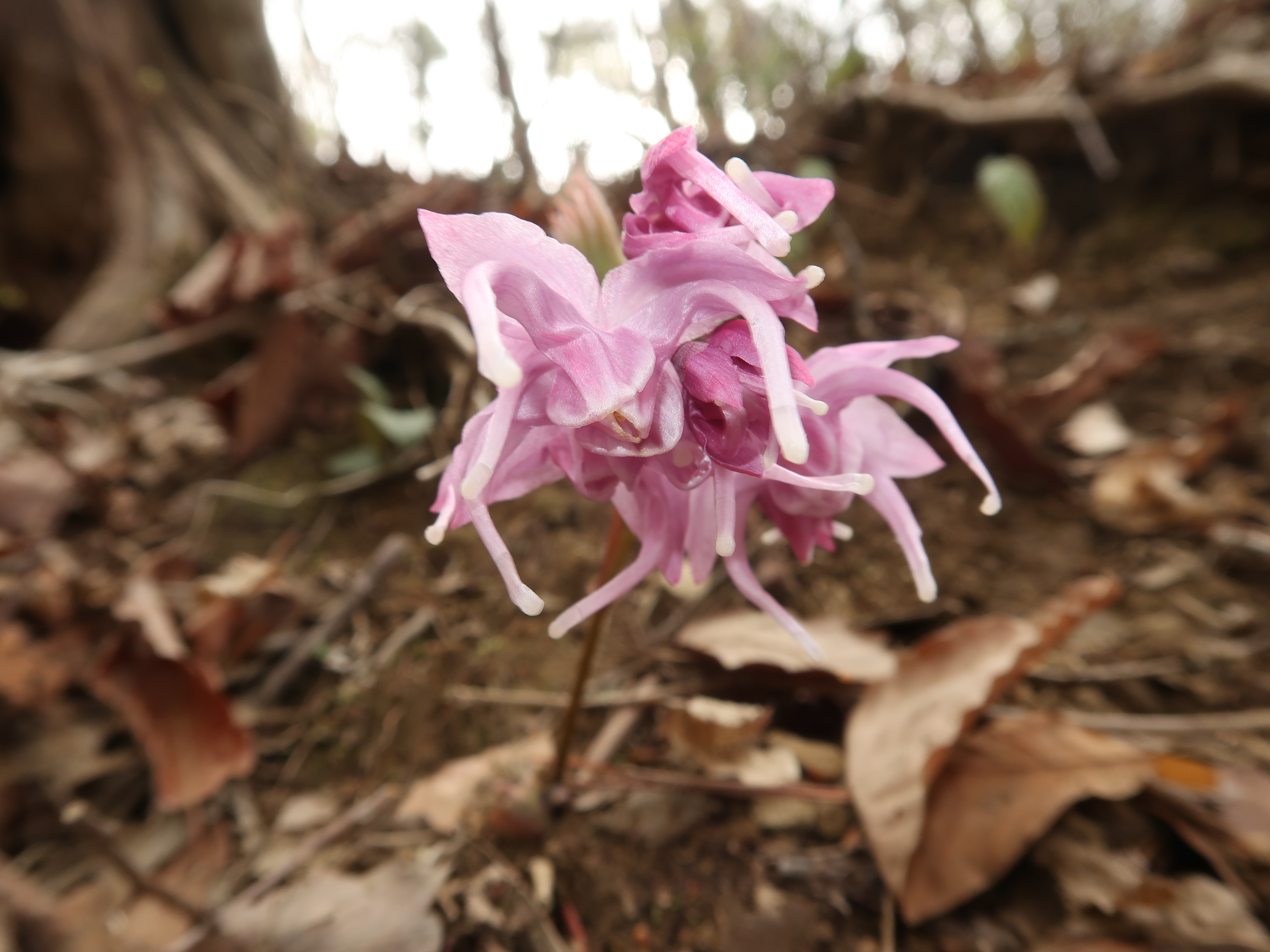
花の色は紅紫色になる。
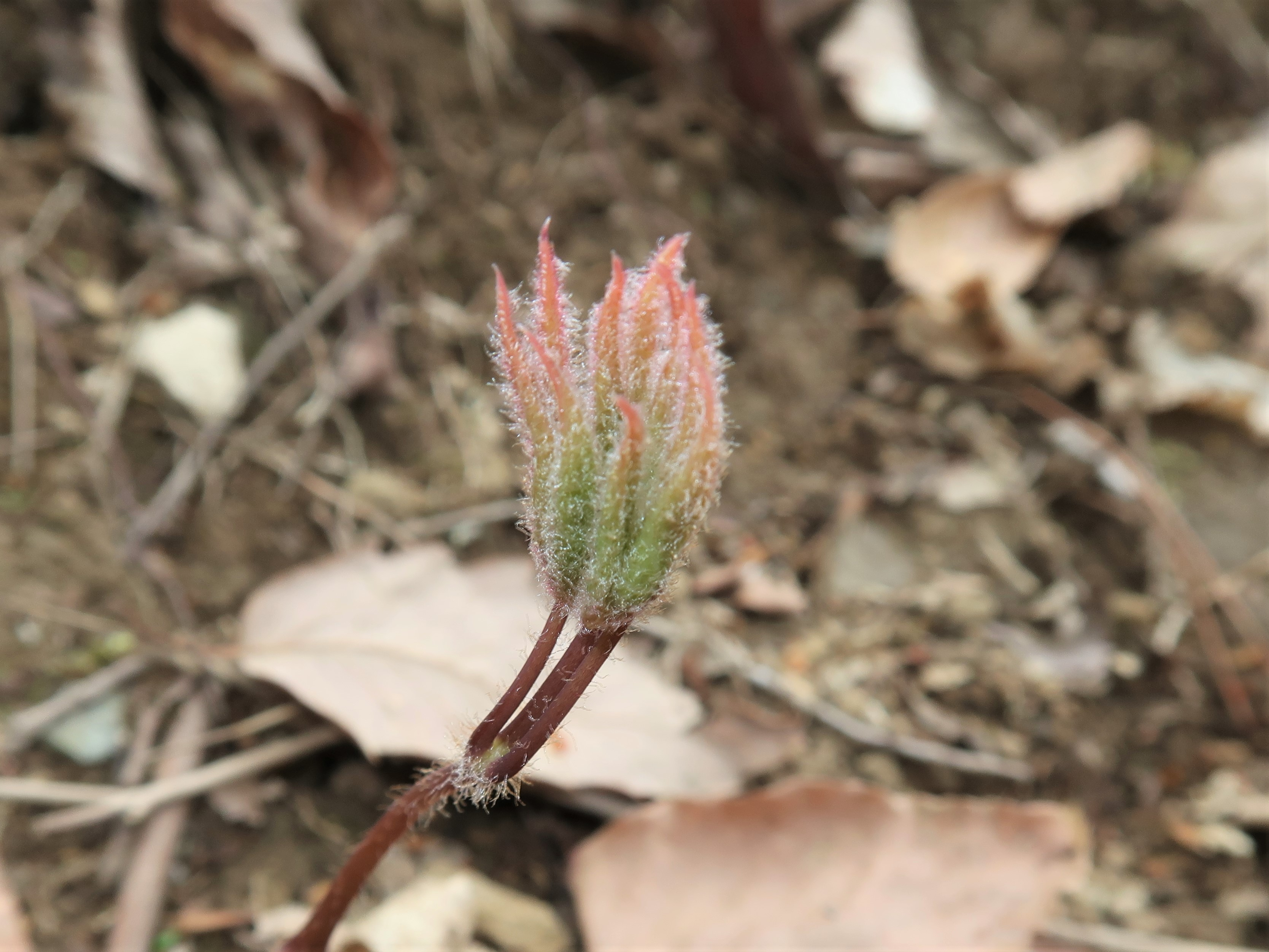
展開する前の茎葉。
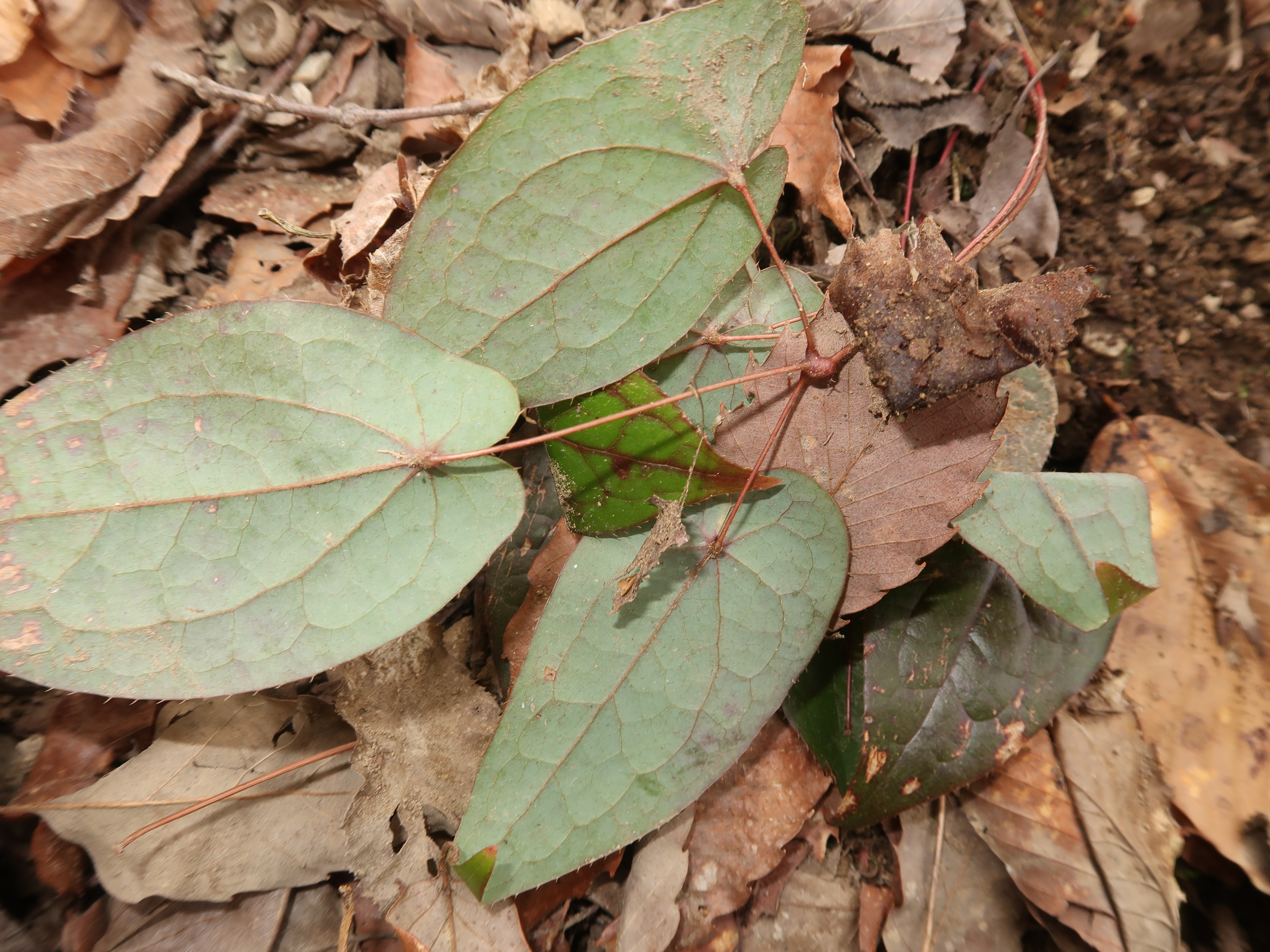
越冬した根出葉。裏面は白っぽい。